# Фуцюань
Фуцюань (кит. спр. 福泉市, піньїнь: Fúquán Shì) — місто-повіт в китайській провінції Гуйчжоу, Цяньнань-Буї-Мяоська автономна префектура.

## Географія
Фуцюань лежить на півночі префектури на висоті понад 800 метрів над рівнем моря.

### Клімат
Місто знаходиться у зоні, котра характеризується вологим субтропічним кліматом. Найтепліший місяць — липень із середньою температурою 24,2 °C. Найхолодніший місяць — січень, із середньою температурою 4,2 °С.
| Клімат Фуцюаня          | Клімат Фуцюаня | Клімат Фуцюаня | Клімат Фуцюаня | Клімат Фуцюаня | Клімат Фуцюаня | Клімат Фуцюаня | Клімат Фуцюаня | Клімат Фуцюаня | Клімат Фуцюаня | Клімат Фуцюаня | Клімат Фуцюаня | Клімат Фуцюаня | Клімат Фуцюаня |
| Показник                | Січ.           | Лют.           | Бер.           | Квіт.          | Трав.          | Черв.          | Лип.           | Серп.          | Вер.           | Жовт.          | Лист.          | Груд.          | Рік            |
| Середній максимум, °C   | 7,5            | 9,8            | 14,5           | 20,2           | 24             | 26,3           | 28,5           | 28,9           | 25,6           | 20             | 15,6           | 10,5           | 19,3           |
| Середня температура, °C | 4,2            | 6,2            | 10,1           | 15,5           | 19,5           | 22,3           | 24,2           | 23,8           | 20,7           | 15,9           | 11,3           | 6,4            | 15             |
| Середній мінімум, °C    | 1,9            | 3,7            | 7,1            | 12,1           | 15,9           | 19,1           | 20,9           | 20,1           | 17,1           | 12,9           | 8,2            | 3,5            | 11,9           |
| Норма опадів, мм        | 31.2           | 33.6           | 54.6           | 99.1           | 169.7          | 207.1          | 169.2          | 132.7          | 95.8           | 80.4           | 48.8           | 24.6           | 1146.8         |
| Вологість повітря, %    | 82             | 81             | 81             | 80             | 79             | 82             | 80             | 79             | 79             | 82             | 80             | 78             | 80             |
| ----------------------- | -------------- | -------------- | -------------- | -------------- | -------------- | -------------- | -------------- | -------------- | -------------- | -------------- | -------------- | -------------- | -------------- |
| Джерело: data.cma.cn    |                |                |                |                |                |                |                |                |                |                |                |                |                |